# Sibbele
Sible Willem Tjebbe Maria (Wim) Westendorp, bijgenaamd Sibbele (Sneek, 17 maart 1966 – Volendam, 29 juli 2012), was een Nederlands zanger.

## Biografie
Sibbele was de zoon van Wim Westendorp, voormalig burgemeester van Medemblik en Edam-Volendam en oud-voorzitter van FC Volendam. Wim junior volgde in 1999 Pé Mühren op als stadionspeaker van diezelfde FC en deed dat tot het eind van het seizoen 2011-2012. Hij was docent op het Don Bosco College in Volendam, schrijver en zanger van diverse kermishits en bassist van de feestband Alive.
Sibbele kwam met O la la... het zusje van Jan Smit in de Nederlandstalige Top 30. Het lied ging over Monique Smit en haar zus en werd door Pink Records uitgebracht. Andere liedjes van hem waren onder andere Het dorp van mijn dromen en Hou me vast.
Westendorp overleed op zondag 29 juli 2012 onverwacht op 46-jarige leeftijd in zijn woning in Volendam. De avond ervoor had hij nog met zijn band opgetreden op de kermis in Middenbeemster.
De bijnaam Sibbele had te maken met de Friese afkomst van Westendorp.